# John Hollins
John William Hollins (Guildford, Surrey, Inglaterra, 16 de julio de 1946-14 de junio de 2023) fue un futbolista británico que se desempeñó como centrocampista en clubes como el Chelsea FC y el Arsenal FC. Es el quinto jugador con más encuentros disputados en la historia del Chelsea, al haber acumulado 592 encuentros entre 1963 y 1975 y entre 1983 y 1984.

## Selección nacional
Fue internacional con la Selección de fútbol de Inglaterra en una ocasión y sin haber marcado un solo gol. Debutó el 24 de mayo de 1967, en un encuentro amistoso ante la selección de España que finalizó con marcador de 2-0 a favor de los ingleses.

## Clubes
| Club                | País       | Año         |
| ------------------- | ---------- | ----------- |
| Chelsea FC          | Inglaterra | 1963 - 1975 |
| Queens Park Rangers | Inglaterra | 1975 - 1979 |
| Arsenal FC          | Inglaterra | 1979 - 1983 |
| Chelsea FC          | Inglaterra | 1983 - 1984 |

## Palmarés

### Campeonatos nacionales
| Título              | Club       | País       | Año     |
| ------------------- | ---------- | ---------- | ------- |
| Football League Cup | Chelsea FC | Inglaterra | 1964-65 |
| FA Cup              | Chelsea FC | Inglaterra | 1969-70 |
| Second Division     | Chelsea FC | Inglaterra | 1983-84 |

### Copas internacionales
| Título           | Club       | País       | Año     |
| ---------------- | ---------- | ---------- | ------- |
| Recopa de Europa | Chelsea FC | Inglaterra | 1970-71 |

### Distinciones individuales
| Distinción                   | Año  |
| ---------------------------- | ---- |
| Mejor Jugador del Chelsea FC | 1970 |
| Mejor Jugador del Chelsea FC | 1971 |